# 福马聚拉
福马聚拉（法語：Faux-Mazuras）是法国克勒兹省的一个市镇，属于盖雷区（Guéret）布尔加纳县（Bourganeuf）。该市镇总面积19.96平方公里，2009年时的人口为167人。

## 人口
福马聚拉人口变化图示